# Klukowo (stacja kolejowa)
Klukowo – nieistniejąca już stacja kolejowa w Blękwicie, w powiecie złotowskim, w województwie wielkopolskim.
| Klukowo                        |  |                          |
| Linia Wałcz – Złotów (45,2 km) |  |                          |
| Annopoleodległość: 2,8 km      |  | Złotów odległość: 4,3 km |